# Демократска Република Конго на Светском првенству у атлетици на отвореном 2023.
Демократска Република Конго је учествовала на 19. Светском првенству у атлетици на отвореном 2023. одржаном у Будимпешти од 19. до 27. августа, осамнаести пут. Репрезентацију Демократске Републике Конго представљао је један такмичар који се такмичио у трци на 100 метара. , 
На овом првенству такмичар Демократске Републике Конго није стартовао.

## Учесници
Мушкарци: 
- Оливиер Мвимба — 100 м

## Резултати

### Мушкарци
| Атлетичар      | Дисциплина | Лични рекорд | Предтакмичење  | Предтакмичење  | Квалификације        | Квалификације        | Полуфинале           | Полуфинале           | Финале               | Финале               | Детаљи |
| Атлетичар      | Дисциплина | Лични рекорд | Резултат       | Место          | Резултат             | Место                | Резултат             | Место                | Резултат             | Место                | Детаљи |
| -------------- | ---------- | ------------ | -------------- | -------------- | -------------------- | -------------------- | -------------------- | -------------------- | -------------------- | -------------------- | ------ |
| Оливиер Мвимба | 100 м      | 10,46        | Није стартовао | Није стартовао | Није се квалификовао | Није се квалификовао | Није се квалификовао | Није се квалификовао | Није се квалификовао | Није се квалификовао |        |